# Borussia Verein für Leibesübungen 1900 Mönchengladbach 1962-1963
Questa voce raccoglie le informazioni riguardanti il Borussia Verein für Leibesübungen 1900 Mönchengladbach nelle competizioni ufficiali della stagione 1962-1963.

## Stagione
Nella stagione 1962-1963 il Borussia Mönchengladbach, allenato da Fritz Langner, concluse il campionato di Oberliga ovest all'11º posto.

## Rosa
| N. |                           | Ruolo | Calciatore           |
| -- | ------------------------- | ----- | -------------------- |
|    | Germania Ovest (bandiera) | P     | Friedel Dresbach     |
|    | Germania Ovest (bandiera) | P     | Manfred Orzessek     |
|    | Germania Ovest (bandiera) | D     | Heinz Crawatzo       |
|    | Germania Ovest (bandiera) | D     | Heinz de Lange       |
|    | Germania Ovest (bandiera) | D     | Alfred Eicker        |
|    | Germania Ovest (bandiera) | D     | Friedhelm Frontzeck  |
|    | Germania Ovest (bandiera) | D     | Horst-Dieter Höttges |
|    | Germania Ovest (bandiera) | D     | Albert Jansen        |
|    | Germania Ovest (bandiera) | D     | Heinz Lowin          |
|    | Germania Ovest (bandiera) | D     | Lambert Pfeiffer     |
|    | Germania Ovest (bandiera) | D     | Gerd Schommen        |

| N. |                           | Ruolo | Calciatore           |
| -- | ------------------------- | ----- | -------------------- |
|    | Germania Ovest (bandiera) | D     | Walter Wimmer        |
|    | Germania Ovest (bandiera) | C     | Siegfried Burkhardt  |
|    | Germania Ovest (bandiera) | C     | Hartmut Crass        |
|    | Germania Ovest (bandiera) | C     | Hans Göbbels         |
|    | Germania Ovest (bandiera) | C     | Karl-Heinz Mülhausen |
|    | Germania Ovest (bandiera) | A     | Franz Brungs         |
|    | Germania Ovest (bandiera) | A     | Helmut Fendel        |
|    | Germania Ovest (bandiera) | A     | Ulrich Kohn          |
|    | Germania Ovest (bandiera) | A     | Herbert Laumen       |
|    | Germania Ovest (bandiera) | A     | Werner Moldovan      |

## Organigramma societario
Area tecnica
- Allenatore: Fritz Langner

## Calciomercato

### Sessione estiva
| Acquisti | Acquisti            | Acquisti                | Acquisti |
| R.       | Nome                | da                      | Modalità |
| -------- | ------------------- | ----------------------- | -------- |
| C        | Siegfried Burkhardt | VfB Marl Hüls           |          |
| D        | Heinz Crawatzo      | Freiburger              |          |
| A        | Herbert Laumen      | Borussia M'gladbach U19 |          |
| D        | Heinz Lowin         | Bochum                  |          |
| A        | Werner Moldovan     | Sodingen                |          |
| D        | Walter Wimmer       | Borussia M'gladbach U19 |          |

| Cessioni | Cessioni         | Cessioni         | Cessioni |
| R.       | Nome             | a                | Modalità |
| -------- | ---------------- | ---------------- | -------- |
| C        | Albert Brülls    | Modena           |          |
| C        | Willibert Kremer | Viktoria Colonia |          |
| D        | Klaus Memmert    | VfR Neuss        |          |

## Risultati

### Oberliga ovest

#### Girone di andata
| Arbitro: | Eschweiler |

|                    |           |          |
| Beyer 1’, 43’, 71’ | Marcatori | 83’ Kohn |

| Arbitro: | Schmidt |

|                               |           |                                                           |
| Fendel 11’, 62’ Burkhardt 28’ | Marcatori | 22’ Roggensack 25’ Schütz 37’ (rig.) Cyliax 78’ Konietzka |

| Arbitro: | Rangosch |

|                                            |           |                                |
| Bechmann 60’ Kreuz 66’ Libuda 74’ Ipta 88’ | Marcatori | 47’ (aut.) Kreuz 81’ Mülhausen |

| Arbitro: | Nawrocki |

|                          |           |                                             |
| Mülhausen 30’ Brungs 85’ | Marcatori | 69’ Schult 73’ Sundermann 78’ Maes 83’ Hülß |

| Arbitro: | Hillebrand |

|              |           |                                     |
| Augustat 28’ | Marcatori | 43’ Laumen 49’ Brungs 51’ Mülhausen |

| Arbitro: | Vieler |

|                 |           |                            |
| Brungs 24’, 32’ | Marcatori | 42’ Siemensmeyer 74’ Lüger |

| Arbitro: | Leidag |

|                         |           |            |
| Gorgs 6’, 65’ Erich 85’ | Marcatori | 48’ Brungs |

| Arbitro: | Pescher |

|                                           |           |                               |
| Mülhausen 54’ (rig.), 60’, 85’ Brungs 87’ | Marcatori | 32’ Höllriegel 50’, 65’ Meyer |

| Arbitro: | Schleißner |

|           |           |  |
| Lipka 55’ | Marcatori |  |

| Arbitro: | Brodüffel |

|                      |           |          |
| Laumen 1’ Fendel 81’ | Marcatori | 31’ Koch |

| Arbitro: | Baumgärtel |

|                      |           |  |
| Sturm 62’ Müller 74’ | Marcatori |  |

| Arbitro: | Weyland |

|  |           |                         |
|  | Marcatori | 22’ Rummel 75’ Klöckner |

| Arbitro: | Schleißner |

|                         |           |                     |
| Kubaschek 8’ Röhrig 62’ | Marcatori | 5’ Crawatzo 7’ Kohn |

| Arbitro: | Wieser |

|                 |           |              |
| Brungs 50’, 85’ | Marcatori | 88’ Wandolek |

| Arbitro: | Buschhorn |

|            |           |           |
| Fendel 41’ | Marcatori | 14’ Rinas |

#### Girone di ritorno
| Arbitro: | Hochrath |

|  |           |                                       |
|  | Marcatori | 8’ Bensmann 75’ Beyer 77’ Pohlschmidt |

| Arbitro: | Schmitz |

|                               |           |            |
| Konietzka 17’, 65’ Schütz 57’ | Marcatori | 25’ Fendel |

| Arbitro: | Nawrocki |

|          |           |           |
| Hülß 59’ | Marcatori | 4’ Fendel |

| Arbitro: | Baumgärtel |

|            |           |            |
| Brungs 84’ | Marcatori | 51’ Krämer |

| Arbitro: | Höfer |

|                                   |           |          |
| Straschitz 46’ (rig.) Volberg 55’ | Marcatori | 45’ Kohn |

| Arbitro: | Schubring |

|  |           |             |
|  | Marcatori | 45’ Glenski |

| Arbitro: | Thier |

|                                        |           |                        |
| Mülhausen 18’, 42’ Kohn 45’ Brungs 46’ | Marcatori | 69’ Schäfer 72’ Müller |

| Arbitro: | Schörnich |

|                                               |           |  |
| Rummel 22’ Kulot 28’ Trimhold 60’ Kördell 85’ | Marcatori |  |

| Arbitro: | Heß |

|            |           |  |
| Laumen 43’ | Marcatori |  |

| Arbitro: | Radermacher |

|                         |           |                       |
| Laumen 47’ Schommen 90’ | Marcatori | 25’ Gerhardt 49’ Ipta |

| Arbitro: | Höfer |

|           |           |  |
| Laumen 8’ | Marcatori |  |

| Arbitro: | Schmidt |

|          |           |                          |
| Sell 39’ | Marcatori | 46’ Mülhausen 47’ Laumen |

| Arbitro: | Leidag |

|            |           |            |
| Wrenger 4’ | Marcatori | 56’ Brungs |

| Arbitro: | Hoffmann |

|           |           |  |
| Plich 86’ | Marcatori |  |

| Arbitro: | Siepe |

|                                            |           |                                       |
| Schmidhofer 30’, 40’ Gehlisch 48’ Koch 52’ | Marcatori | 19’, 78’ Crawatzo 20’ Brungs 60’ Kohn |

## Statistiche

### Statistiche di squadra
| Competizione   | Punti | In casa | In casa | In casa | In casa | In casa | In casa | In trasferta | In trasferta | In trasferta | In trasferta | In trasferta | In trasferta | Totale | Totale | Totale | Totale | Totale | Totale | DR  |
| Competizione   | Punti | G       | V       | N       | P       | Gf      | Gs      | G            | V            | N            | P            | Gf           | Gs           | G      | V      | N      | P      | Gf     | Gs     | DR  |
| -------------- | ----- | ------- | ------- | ------- | ------- | ------- | ------- | ------------ | ------------ | ------------ | ------------ | ------------ | ------------ | ------ | ------ | ------ | ------ | ------ | ------ | --- |
| Oberliga ovest | 24    | 15      | 6       | 4       | 5       | 25      | 27      | 15           | 2            | 4            | 9            | 19           | 33           | 30     | 8      | 8      | 14     | 44     | 60     | -16 |
| Totale         | 24    | 15      | 6       | 4       | 5       | 25      | 27      | 15           | 2            | 4            | 9            | 19           | 33           | 30     | 8      | 8      | 14     | 44     | 60     | -16 |

### Andamento in campionato
| Giornata  | 1  | 2  | 3  | 4  | 5  | 6  | 7  | 8  | 9  | 10 | 11 | 12 | 13 | 14 | 15 | 16 | 17 | 18 | 19 | 20 | 21 | 22 | 23 | 24 | 25 | 26 | 27 | 28 | 29 | 30 |
| --------- | -- | -- | -- | -- | -- | -- | -- | -- | -- | -- | -- | -- | -- | -- | -- | -- | -- | -- | -- | -- | -- | -- | -- | -- | -- | -- | -- | -- | -- | -- |
| Luogo     | T  | C  | T  | C  | T  | C  | T  | C  | T  | C  | T  | C  | T  | C  | C  | C  | T  | T  | C  | T  | C  | C  | T  | C  | C  | C  | T  | T  | T  | T  |
| Risultato | P  | P  | P  | P  | V  | N  | P  | V  | P  | V  | P  | P  | N  | V  | N  | P  | P  | N  | N  | P  | P  | V  | P  | V  | N  | V  | V  | N  | P  | N  |
| Posizione | 14 | 14 | 15 | 16 | 14 | 13 | 14 | 14 | 15 | 14 | 15 | 15 | 14 | 13 | 14 | 14 | 14 | 14 | 14 | 14 | 15 | 13 | 14 | 13 | 13 | 13 | 12 | 11 | 12 | 11 |

Legenda:

Luogo: C = Casa; T = Trasferta. Risultato: V = Vittoria; N = Pareggio; P = Sconfitta.

### Statistiche dei giocatori
| Giocatore    | Oberliga ovest | Oberliga ovest | Oberliga ovest | Oberliga ovest |
| Giocatore    | Presenze       | Reti           | Ammonizioni    | Espulsioni     |
| ------------ | -------------- | -------------- | -------------- | -------------- |
| F. Brungs    | 28             | 12             | ?              | ?              |
| S. Burkhardt | 30             | 1              | ?              | ?              |
| H. Crass     | 1              | 0              | ?              | ?              |
| H. Crawatzo  | 27             | 3              | ?              | ?              |
| F. Dresbach  | 6              | 0              | ?              | ?              |
| A. Eicker    | 2              | 0              | ?              | ?              |
| H. Fendel    | 20             | 6              | ?              | ?              |
| F. Frontzeck | 1              | 0              | ?              | ?              |
| H. Göbbels   | 4              | 0              | ?              | ?              |
| H. Höttges   | 0              | 0              | ?              | ?              |
| A. Jansen    | 17             | 0              | ?              | ?              |
| U. Kohn      | 23             | 5              | ?              | ?              |
| H. Laumen    | 15             | 6              | ?              | ?              |
| H. Lowin     | 29             | 0              | ?              | ?              |
| W. Moldovan  | 5              | 0              | ?              | ?              |
| K. Mülhausen | 25             | 9              | ?              | ?              |
| M. Orzessek  | 24             | 0              | ?              | ?              |
| L. Pfeiffer  | 3              | 0              | ?              | ?              |
| G. Schommen  | 30             | 1              | ?              | ?              |
| W. Wimmer    | 10             | 0              | ?              | ?              |
| H. de Lange  | 30             | 0              | ?              | ?              |